# 克利夫兰火山
克利夫兰火山（英語：Cleveland Volcano）位于美国阿拉斯加州阿留申群岛楚吉纳达克岛上，海拔1730米，以美国前总统格罗弗·克利夫兰的名字命名。阿留申土著称该火山为“楚吉纳达克”，为一火神的名字，当地人认为该神就住在这座山上。2011年，克利夫兰火山出现喷发的迹象。